# زيليكو افانيك
زيليكو افانيك (بالسلوفينية: Željko Ivanek) هو ممثل أمريكي وسلوفيني، ولد في 15 سبتمبر 1957 بليوبليانا في سلوفينيا. بدأ مشواره المهني سنة 1981، ومن الجوائز التي نالها جائزة الإيمي برايم تايم لأفضل ممثل مساعد في مسلسل درامي سنة 2008 وDrama Desk Award for Outstanding Featured Actor in a Play ‏ سنة 1982.

## أعمال

### أفلام
- (1996) الشجاعة تحت النار[5]
- (1997) دوني براسكو[6]
- (1998) دعوى مدنية[7]
- (2000) راقصة في الظلام[8][9][10][11]
- (2001) سقوط الصقر الأسود[12]
- (2001) هانيبال[13][14]
- (2002) الخائنة[15]
- (2003) دوجفيل[16]
- (2007) موت قاسي 4[17][18][19]
- (2008) في بروج[20]
- (2011) سرقة برج[21]
- (2012) آرغو
- (2012) المختلين السبعة[22]
- (2012) كلام[23]
- (2012) ميراث بورن[24][25]
- (2016) نهاية العالم[26][27]
- (2017) ثلاث لوحات خارج إيبينغ، ميزوري[28]

### مسلسلات
- 24
- آلي مكبيل
- الملفات الغامضة
- جاغ
- سوتس
- التحقيق في موقع الجريمة
- سيدتي الأمين
- كولد كيس
- هاوس

## جوائز وترشيحات
جوائز
- جائزة الإيمي برايم تايم لأفضل ممثل مساعد في مسلسل درامي (2008)
- Drama Desk Award for Outstanding Featured Actor in a Play [الإنجليزية]‏ (1982)

ترشيحات
- جائزة توني لأفضل ممثل في مسرحية [الإنجليزية]‏ (2006)
- جائزة توني لأفضل ممثل في مسرحية [الإنجليزية]‏ (1983)
- جائزة توني لأفضل ممثل في مسرحية [الإنجليزية]‏ (1992)
- جائزة القمر الصناعي لأفضل ممثل مساعد – مسلسلات أو دراما تلفزيونية أو فيلم تلفزيوني (2008)
- Drama Desk Award for Outstanding Actor in a Play [الإنجليزية]‏ (2006)
- Drama Desk Award for Outstanding Featured Actor in a Play [الإنجليزية]‏ (1992)

## وصلات خارجية
- زيليكو افانيك على موقع IMDb (الإنجليزية)
- زيليكو افانيك على موقع قاعدة بيانات الأفلام العربية
- زيليكو افانيك على موقع ألو سيني (الفرنسية)
- زيليكو افانيك على موقع أول موفي (الإنجليزية)
- زيليكو افانيك على موقع قاعدة بيانات برودواي على الإنترنت (الإنجليزية)
- زيليكو افانيك على موقع قاعدة بيانات الأفلام السويدية (السويدية)
- زيليكو افانيك على موقع إن إن دي بي (الإنجليزية)
- زيليكو افانيك على موقع قاعدة بيانات الفيلم (الإنجليزية)
- زيليكو افانيك على موقع كينوبويسك (الروسية)